# Assibilierung
Als Assibilierung, Assibilation (von lateinisch ad „hinzu“ und sībilāre „zischen“) oder Zetazismus (nach Zeta, dem sechsten Buchstaben des griechischen Alphabets) wird in der Phonetik der Wandel eines Lautes in einen Zischlaut (Sibilant, z. B. [⁠s⁠], [⁠z⁠], [⁠ʃ⁠], [⁠ʒ⁠] usw.), meist im Ergebnis einer Palatalisierung, bezeichnet. Insbesondere wird damit der Wandel der velaren Verschlusslaute [⁠ɡ⁠] und [⁠k⁠] vor Vorderzungenvokalen (palatale Vokale, z. B. [e], [i]) zu Zischlauten bezeichnet. Assibilierungsvorgänge können in Kombination mit einer Affrizierung ablaufen, in welchem Fall eine sibilantische Affrikate (z. B. [⁠t͡s⁠], [⁠t͡ʃ⁠], [⁠d͡ʒ⁠] usw.) entsteht.
Beispiele:
- In den nordseegermanischen Sprachen, vor allem im Englischen und Friesischen: 
  - lateinisch caseus [k-] „Käse“ > altengl. cēse [t͡ʃ-], engl. cheese [t͡ʃ-], westfries. tsiis (vgl. aber dt. Käse, ndl. kaas)
  - altgriechisch κυρικόν kȳrikón „Gotteshaus“[1] > altengl. cirice [t͡ʃɪrɪt͡ʃɛ], engl. church [t͡ʃəːt͡ʃ] (vgl. aber ndl. kerk)
  - vgl. auch engl. chin „Kinn“ und dt. Kinn, altengl. lecgan [-d͡ʒ-] „legen“ und dt. legen
- In den meisten romanischen Sprachen: 
  - lateinisch gēns  [g-] „Geschlecht, Volk“ > frz. gens [ʒ-], ital. gente [d͡ʒ-] „Leute“, rum. gintă [d͡ʒ-] „Sippe“
  - lateinisch centum [k-] „hundert“ > frz. cent [s-], ital. cento [t͡ʃ-], port. cem [s-] „hundert“

Assibilierung tritt z. B. auch bei der deutschen Aussprache der Endung -tion wie in Generation als [-t͡si̯oːn] auf. Sie hat hier den Charakter einer Epenthese (Lauteinschiebung zur Erleichterung der Aussprache) von [⁠s⁠] zwischen dem Verschlusslaut [⁠t⁠] und dem palatalen Halbvokal [i̯]. Ähnliche Phänomene finden sich auch in anderen Sprachen, beispielsweise die Aussprache von -tion als [-ʃən] im Englischen, von -tion als [-sjɔ̃] (neben unassibiliertem [-tjɔ̃] in bestimmten Fällen) im Französischen oder von -tie (wie in generatie) als [-t͡si] im Niederländischen.